# Lza Steyaert
Lza Steyaert (auch Elsa Steyaert oder LZA; * 9. November 1980 in Barcelona) ist ein spanisches Fotomodell und Schauspielerin.
Steyaert ist seit ihrem 14. Lebensjahr als Model und Mannequin tätig. Sie arbeitete unter anderem mit Jean-Paul Gaultier und Karl Lagerfeld zusammen und stand für William Klein und Petter Hegre vor der Kamera.
Seit 2002 ist Steyaert auch als Schauspielerin tätig, vorwiegend in kleineren Independent-Produktionen. 2006 erhielt sie Aufmerksamkeit für ihre Rolle in dem Film On ne devrait pas exister, der auf der Director's Fortnight der Filmfestspiele von Cannes lief.
Steyaerts Markenzeichen sind ihre auffälligen Körpermodifikationen, darunter Piercings, Implants, Skarifizierungen sowie großflächige Tätowierungen, zum Beispiel große Sterne auf den Brustwarzen.